# Hans Arnold – Penselns häxmästare
Hans Arnold – Penselns häxmästare är en svensk dokumentärfilm från 2019 i regi av Micke Engström.

## Medverkande (i urval)
- Hans Arnold
- Ralph Lundsten
- Ernst Billgren